# U19-Europamästerskapet i fotboll för damer 2021
U19-Europamästerskapet i fotboll för damer 2021 blev, liksom föregående år, inställt på grund av covid-19-pandemin. Det skulle ha varit den 19:e upplagan av U19-Europamästerskapet, och den 23:e  upplagan som spelades sedan turneringen startade upp som en U18-turnering. Turneringen skulle ha spelats i Belarus, den 21 juli–2 augusti 2021.

## Kvalspel
Kvalifikation skulle ha bestått av en första omgång, följt av en elitomgång. Totalt 50 lag var anmälda till tävlingen. Av dessa var toppseedade Spanien direktkvalificerade till elitomgången, och värdlandet Belarus direktkvalificerade till slutspelet. Övriga 48 lag skulle ha spelat första omgången bestående av 12 miniturneringar, där gruppvinnare och bästa tvåa skulle få övriga 13 platser i elitrundan.
I augusti 2020 beslutade dock Uefa att skjuta upp alla ungdomstävlingar. Ett förenklat kvalspel var inplanerat, med en första omgången som skulle ha spelats i april 2021. Detta skulle ha följts upp med kvalspel för 14 lag om sju platser i slutspelet i juni 2021. Den 23 februari 2021 blev dock hela turneringen, inklusive kvalspelet, inställt.